# NGC 5394
NGC 5394 (również PGC 49739 lub UGC 8898) – galaktyka spiralna z poprzeczką (SBb/P), znajdująca się w gwiazdozbiorze Psów Gończych. Odkrył ją William Herschel 16 maja 1787 roku. Wraz z NGC 5395 stanowi parę oddziałujących grawitacyjnie galaktyk skatalogowaną w Atlasie Osobliwych Galaktyk jako Arp 84. Galaktyki te znajdują się w odległości około 163 milionów lat świetlnych od Ziemi.